# Nikos Papandreu
Nikolaos (Nikos) Papandreu, gr. Νικόλαος (Νίκος) Παπανδρέου (ur. 29 września 1956 w Alamedzie) – grecki polityk, ekonomista i publicysta, poseł do Parlamentu Europejskiego IX i X kadencji.

## Życiorys
Pochodzi z rodziny o tradycjach politycznych. Urząd premiera Grecji sprawowali jego dziadek Jeorjos Papandreu, ojciec Andreas Papandreu i brat Jorgos Papandreu. Ukończył ekonomię na Uniwersytecie Yale (1979). Uzyskał magisterium z administracji publicznej (1981) oraz doktorat z ekonomii (1986) na Uniwersytecie Princeton, a także magisterium w zakresie sztuk pięknych na Uniwersytecie Vermontu (1994). Pracował jako wykładowca na uczelniach w Grecji i Stanach Zjednoczonych, był też zatrudniony w Banku Światowym. Zajął się też działalnością publicystyczną i pisarstwem. Był członkiem rady dyrektorów przedsiębiorstwa branży hotelarskiej. Wszedł w skład kierownictwa fundacji imienia jego ojca.
W 2019 kandydował do Europarlamentu w ramienia federacji KINAL jako przedstawiciel Panhelleńskiego Ruchu Socjalistycznego (PASOK). Mandat posła do PE IX kadencji objął w maju 2023, zastępując Nikosa Andrulakisa. Dołączył do frakcji Postępowego Sojuszu Socjalistów i Demokratów. Z powodzeniem ubiegał się o wybór na kolejną kadencję PE w 2024.